# Lucas de Lima
Luiz Carlos Correia de Lima (Alto Alegre, 3 de agosto de 1969), também conhecido como Lucas de Lima, é um radialista e político brasileiro filiado ao PDT. Foi eleito vereador de Campo Grande nas eleições de 2016. Nas eleições de 2018, foi eleito deputado estadual pelo Mato Grosso do Sul, e nas eleições de 2022, foi reeleito para um segundo mandato.

## Desempenho eleitoral
| Ano  | Eleição                        | Coligação                                                                  | Partido       | Candidato a       | Votos          | Resultado  |
| ---- | ------------------------------ | -------------------------------------------------------------------------- | ------------- | ----------------- | -------------- | ---------- |
| 2014 | Estadual em Mato Grosso do Sul | não havia                                                                  | PP            | Deputado estadual | 6.821 (0,52%)  | Não eleito |
| 2016 | Municipal de Campo Grande      | Juntos por Campo Grande (SD, PSL e PRB)                                    | SD            | Vereador          | 4.256 (1,02%)  | Eleito     |
| 2018 | Estadual em Mato Grosso do Sul | Avançar com Responsabilidade (Solidariedade, PPS, PSL, PSB, PP, PTB e PMB) | Solidariedade | Deputado estadual | 12.391 (0,97%) | Eleito     |
| 2022 | Estadual em Mato Grosso do Sul | partido isolado                                                            | PDT           | Deputado estadual | 26.575 (1,87%) | Eleito     |